# ツァイ

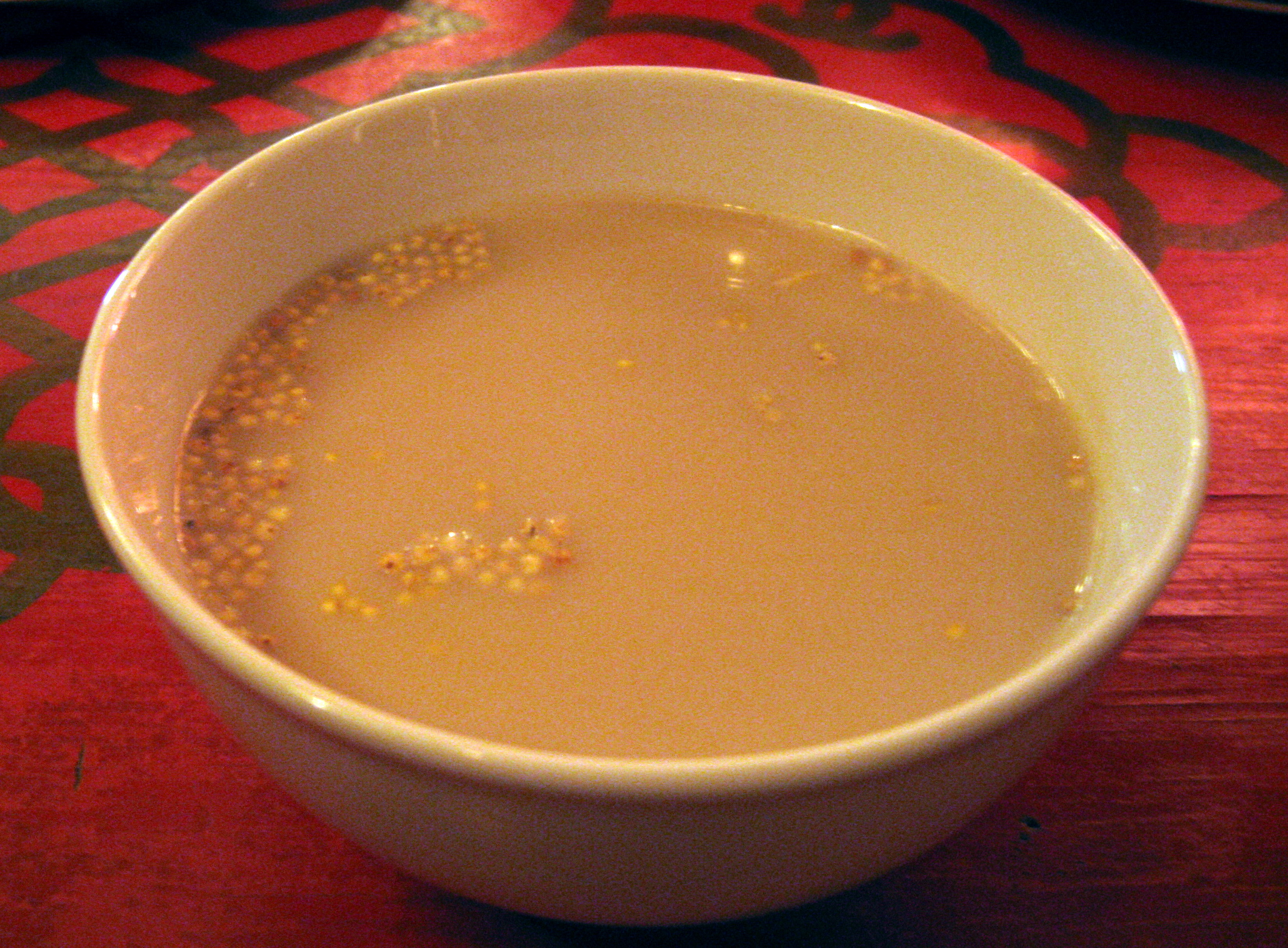
ツァイ - 浮かべてあるのは粟

ツァイ(цай、ᠴᠠᠢ)、正確な名称スーテーツァイ(сүүтэй цай、ᠰᠦ᠋ ᠲᠡᠢ
ᠴᠠᠢ)はモンゴルの乳茶。
モンゴル料理で代表的な日常の飲み物である。黒茶の磚茶（たんちゃ　団茶）を削りお茶を煮出し、牛乳やラクダ乳などの乳と塩を加え、沸騰させないように加熱し、ひしゃくですくい上げるように撹拌する。好みにより、バター（バター茶になる）や煎った粟が加えられる。
モンゴルでは各家庭でポットに入れ常備する習慣がある。遊牧を行うモンゴル人にとっては、ビタミンの補給源であると言われる。塩味のクリーミーな食感が特徴的で、地方や家庭によって風味や濃度が異なる。
ツァイに炊いた白米や煎った粟を入れれば、ボダータイ・ツァイ(будаатай цай、ᠪᠣᠳᠠᠭᠠ ᠲᠠᠢ
ᠴᠠᠢ)という食事になる。